# Yahmur
Yahmur (arabisch قلعة يحمور, DMG Qalʿat Yaḥmūr, gemäß englischer Transkription auch Yahmour) ist eine Burganlage im Westen von Syrien im Gouvernement Tartus. Die Burg wurde im Wesentlichen durch die Kreuzritter erbaut. 
Nach neuesten Forschungen ist es umstritten, ob es sich bei der Burg um das Castel Rouge handelt.

## Lage
Yahmur liegt in den südwestlichen Ausläufern des Dschebel Aansariye, im Süden der Küstenstadt Tartus und etwa 10 Kilometer westlich der Kreuzritterburg Safita (Castel Blanc).

## Geschichte
Die Informationen zu dieser Burg sind äußerst spärlich. Der byzantinische Feldherr Nikephoros Phokas baute wohl eine erste Befestigung. In dieser sind einige Steine römischer Herkunft verbaut. Anfang des 12. Jahrhunderts wurde die Burg durch das Kreuzfahrer-Fürstentum Antiochia erobert. 1112 gelangte sie als Heiratsgut an den Grafen von Tripolis. 1177/78 übergab Raimund III. von Tripolis die Burg an den Johanniterorden. Dieser hatte Interesse, die Befestigung in das äußere Verteidigungssystem für seinen wichtigen Sitz in Tartus einzubeziehen. Der bisherige Inhaber des Lehens, die Familie de Montolieu wurde anderweitig entschädigt. 
Nach den stilgeschichtlichen Merkmalen der Bauwerke zu urteilen begannen die Johanniter die Burg umfassend neu zu bauen, wie sie sich im Wesentlichen heute präsentiert. 
1188 gelang es Saladin nach der Schlacht bei Hattin die Burg vorübergehend in seinen Besitz zu bringen. Die Johanniter konnten sie aber wieder zurück erlangen. Endgültig in muslimische Hände geriet die Burg 1289, als Sultan Qalawun sie eroberte. In der Folgezeit ergänzten die Mamluken die Ringmauer durch zwei diagonal angeordnete Ecktürme.

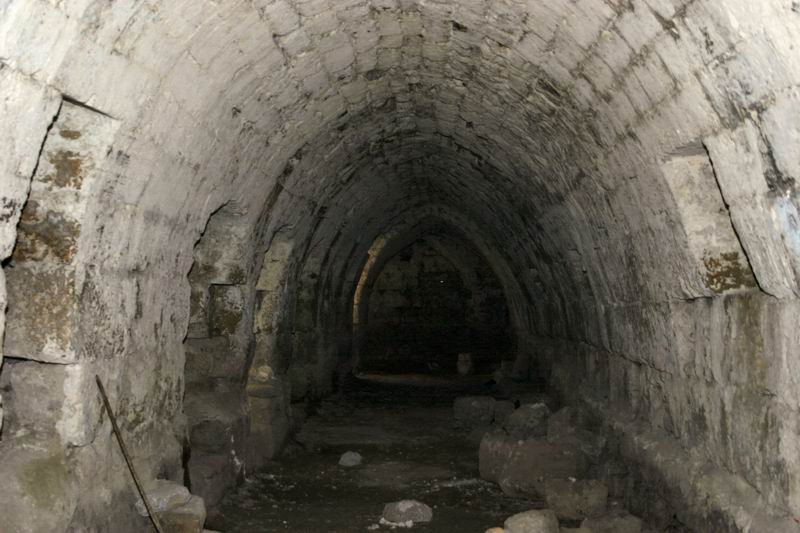
Burg Yahmur, Wehrgang der Ringmauer
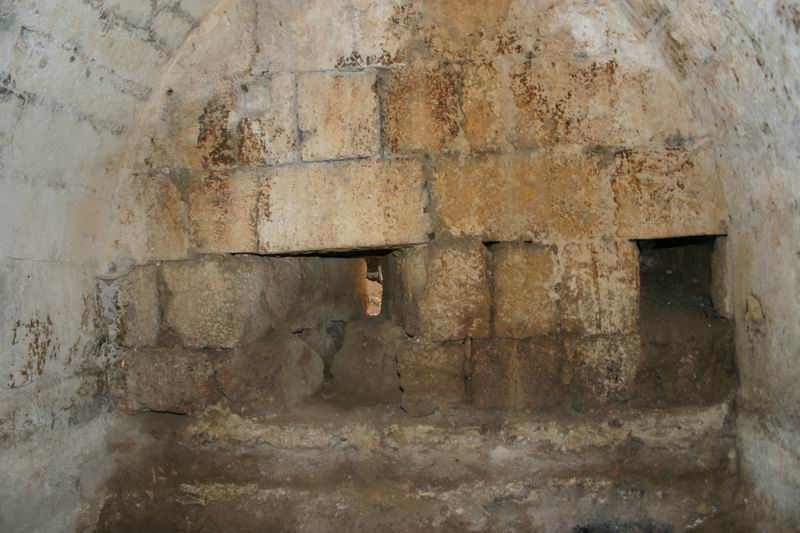
Burg Yahmur, Schießscharten im Wehrgang der Ringmauer
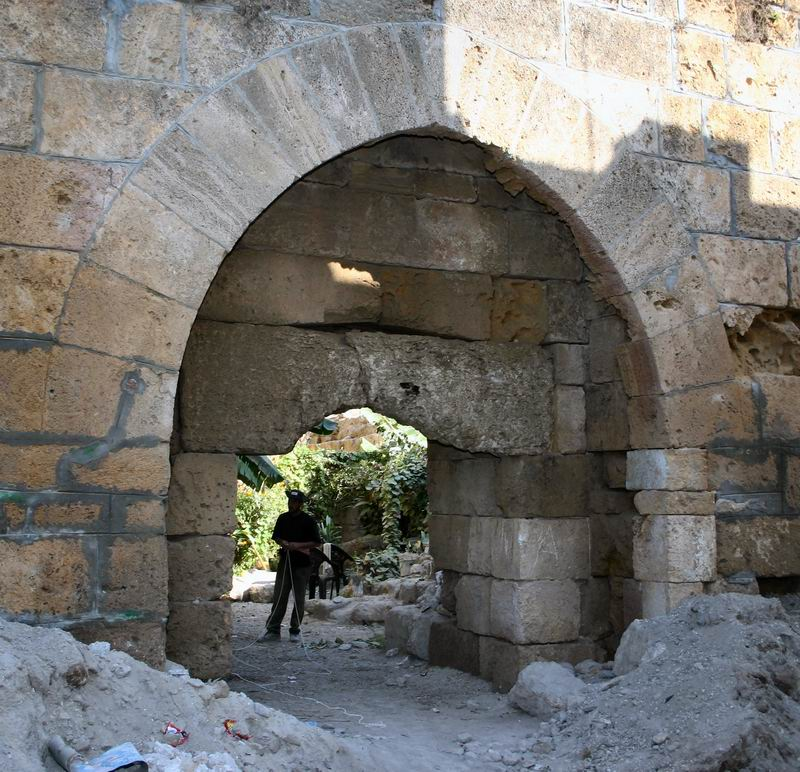
Burg Yahmur, Tor zum Burginneren
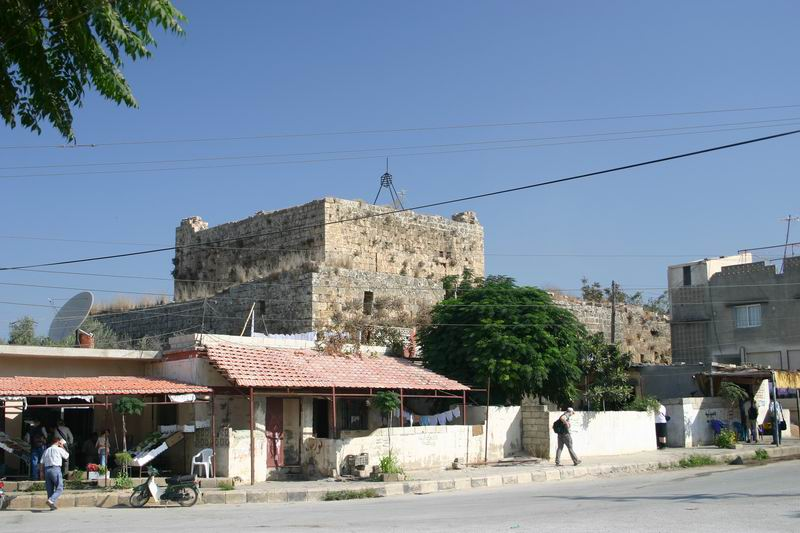
Burg Yahmur, Gesamtansicht